# Rubus seebergensis
Rubus seebergensis är en rosväxtart som beskrevs av Pfuhl och Franz Joseph Spribille. Rubus seebergensis ingår i släktet rubusar, och familjen rosväxter. Inga underarter finns listade i Catalogue of Life.